# San Antonito (condado de Bernalillo)
San Antonito es un lugar designado por el censo ubicado en el condado de Bernalillo en el estado estadounidense de Nuevo México. En el Censo de 2010 tenía una población de 985 habitantes y una densidad poblacional de 155,55 personas por km².

## Geografía
San Antonito se encuentra ubicado en las coordenadas 35°9′27″N 106°20′51″O / 35.15750, -106.34750. Según la Oficina del Censo de los Estados Unidos, San Antonito tiene una superficie total de 6.33 km², de la cual 6.33 km² corresponden a tierra firme y (0%) 0 km² es agua.

## Demografía
Según el censo de 2010, había 985 personas residiendo en San Antonito. La densidad de población era de 155,55 hab./km². De los 985 habitantes, San Antonito estaba compuesto por el 86.29% blancos, el 0.41% eran afroamericanos, el 2.13% eran amerindios, el 1.02% eran asiáticos, el 0% eran isleños del Pacífico, el 7.41% eran de otras razas y el 2.74% pertenecían a dos o más razas. Del total de la población el 22.13% eran hispanos o latinos de cualquier raza.